# Kevin Punter
Kevin Xavier Punter jr. (Bronx, 25 giugno 1993) è un cestista statunitense naturalizzato serbo, professionista in Europa.

## Statistiche

### College
| Anno      | Squadra          | PG | PT | MP   | TC%  | 3P%  | TL%  | RP  | AP  | PRP | SP  | PP   |
| --------- | ---------------- | -- | -- | ---- | ---- | ---- | ---- | --- | --- | --- | --- | ---- |
| 2014-2015 | Tenn. Volunteers | 32 | 31 | 31,0 | 41,9 | 35,2 | 68,5 | 2,1 | 1,9 | 1,6 | 0,2 | 10,3 |
| 2015-2016 | Tenn. Volunteers | 26 | 26 | 34,1 | 46,0 | 36,9 | 81,7 | 3,4 | 3,5 | 1,4 | 0,2 | 22,2 |
| Carriera  | Carriera         | 58 | 57 | 32,4 | 44,3 | 36,2 | 77,6 | 2,7 | 2,6 | 1,5 | 0,2 | 15,6 |

### Eurolega
| Anno      | Squadra        | PG  | PT  | MP   | TC%  | 3P%  | TL%  | RP  | AP  | PRP | SP  | PP   |
| --------- | -------------- | --- | --- | ---- | ---- | ---- | ---- | --- | --- | --- | --- | ---- |
| 2019-2020 | Olympiakos     | 11  | 3   | 18,4 | 30,0 | 17,9 | 70,0 | 1,9 | 0,8 | 0,5 | 0,1 | 6,8  |
| 2019-2020 | Stella Rossa   | 12  | 0   | 22,1 | 47,7 | 48,1 | 89,4 | 1,1 | 1,5 | 0,6 | 0,1 | 15,9 |
| 2020-2021 | Olimpia Milano | 36  | 33  | 24,7 | 45,6 | 39,2 | 89,4 | 1,6 | 1,4 | 0,8 | 0,1 | 14,3 |
| 2022-2023 | Partizan       | 37  | 24  | 27,9 | 47,0 | 44,3 | 91,7 | 2,1 | 2,5 | 1,0 | 0,1 | 16,1 |
| 2023-2024 | Partizan       | 28  | 24  | 29,1 | 46,3 | 35,0 | 90,2 | 2,6 | 2,6 | 1,1 | 0,2 | 15,0 |
| 2024-2025 | Barcellona     | 37  | 33  | 27,1 | 46,7 | 38,6 | 94,4 | 2,2 | 3,0 | 1,3 | 0,0 | 16,6 |
| Carriera  | Carriera       | 161 | 117 | 26,1 | 45,7 | 39,1 | 90,7 | 2,0 | 2,2 | 1,0 | 0,1 | 15,0 |

### Eurocup
| Anno      | Squadra  | PG | PT | MP   | TC%  | 3P%  | TL%  | RP  | AP  | PRP | SP  | PP   |
| --------- | -------- | -- | -- | ---- | ---- | ---- | ---- | --- | --- | --- | --- | ---- |
| 2021-2022 | Partizan | 17 | 15 | 27,1 | 46,0 | 28,9 | 87,5 | 2,8 | 2,1 | 1,0 | 0,1 | 16,2 |
| Carriera  | Carriera | 17 | 15 | 27,1 | 46,0 | 28,9 | 87,5 | 2,8 | 2,1 | 1,0 | 0,1 | 16,2 |

## Palmarès

### Squadra

#### Competizioni nazionali
- Coppa di Grecia: 1

AEK Atene: 2017-18
- Supercoppa italiana: 1

Olimpia Milano: 2020
- Coppa Italia: 1

Olimpia Milano: 2021
- Liga catalana: 1

Barcellona: 2024

#### Competizioni Internazionali
- Basketball Champions League: 2

AEK Atene: 2017-18
Virtus Bologna: 2018-19
- Lega Adriatica: 1

Partizan Belgrado: 2022-23

### Individuale
- Basketball Champions League Star Lineup: 1

Virtus Bologna: 2018-19
- Basketball Champions League Final Four MVP: 1

Virtus Bologna: 2018-19
- Quintetto ideale della ABA Liga: 2

Partizan Belgrado: 2021-22, 2022-23
- All-Eurocup Second Team: 1

Partizan Belgrado: 2021-22
- All-Euroleague Second Team: 1

Partizan Belgrado: 2022-23
- MVP finals Lega Adriatica: 1

Partizan Belgrado: 2022-23